# Großherzogliches Parkhaus

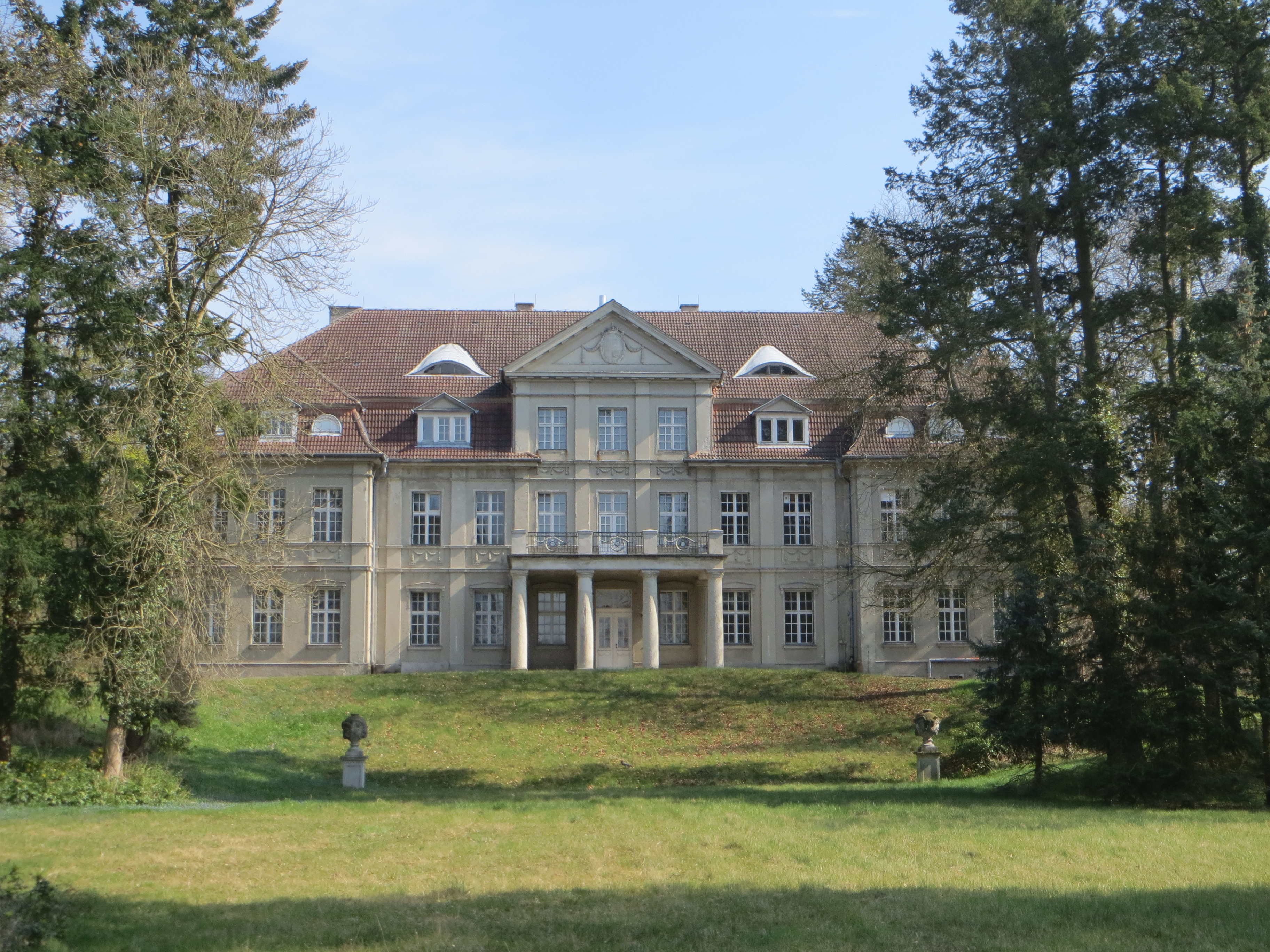
Das Großherzogliche Palais an der Parkstraße in Neustrelitz (Vorderansicht, 2014)

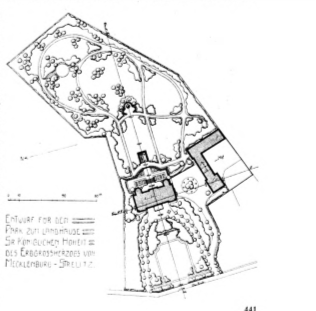
Ursprünglicher Plan der Gebäude und der Parkanlage

Das ehem. Großherzogliche Parkhaus, kurz auch nur als Parkhaus bezeichnet, in Neustrelitz, ist ein neoklassizistischer Bau aus dem frühen 20. Jahrhundert. Es wurde vom letzten Großherzog des Landes Mecklenburg-Strelitz, Adolf Friedrich VI., als neue Residenz in Auftrag gegeben und von 1915 bis zu seinem Tod 1918 von ihm bewohnt.
Im Laufe seiner Geschichte wurde der Bau u. a. als privater Wohnsitz, Bibliothek, Ausbildungsstätte oder auch als Lager genutzt. Heute befindet es sich wieder in Privatbesitz. Das Palais und der angrenzende englische Landschaftsgarten stehen unter Denkmalschutz und werden seit August 2021 restauriert. Das Nutzungskonzept sah eine Nutzung u.a als Rehazentrum und für Gastronomie vor. Im Juni 2025 eröffnete das Haus als Schlosshotel Neustrelitz.

## Architektonische Merkmale

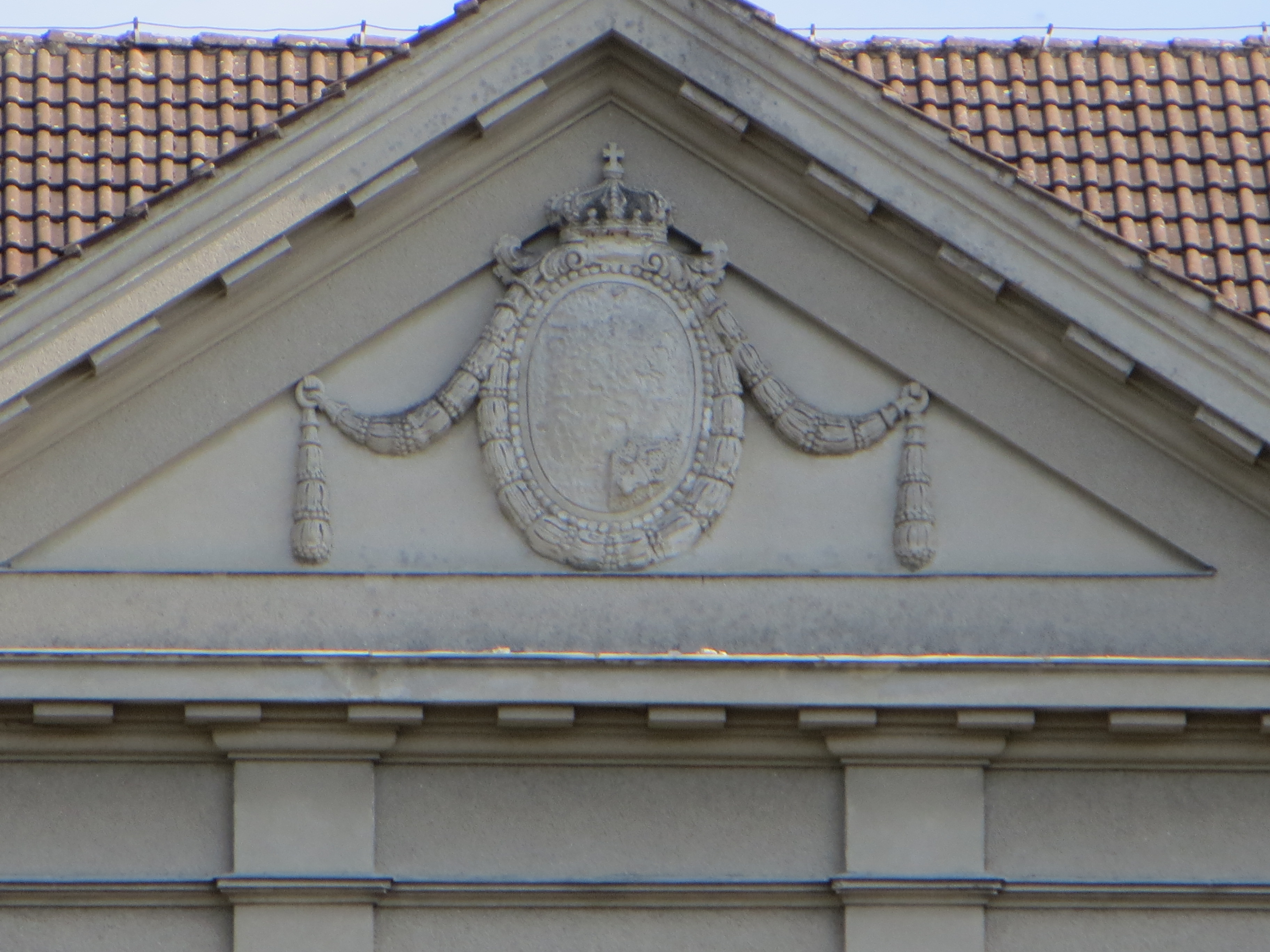
Giebel mit Wappen der Großherzöge von Mecklenburg (Zustand 2014 vor der Restaurierung)

Das Großherzogliche Parkhaus, ein neoklassizistischen Bau, war im Gegensatz zum Schloss Neustrelitz als rein private Residenz ohne Repräsentationsräume geplant. Der damalige Erbgroßherzog wünschte sich „ein Landhaus schlechtweg für das Zusammenleben der fürstlichen Familie mit der Natur und entkleidet von allen Pflichten der höfischen Repräsentation“.
Das Gebäude wurde beim Holzhof des Neustrelitzer Schlossparks errichtet; es liegt 80 Meter von der eigentlichen Parkstraße entfernt auf einer Anhöhe, zu der eine Allee als Zufahrt bzw. Seitenstraße hinführt. Der Bau besteht aus Untergeschoss, zwei Hauptgeschossen und einem ausgebauten Dachgeschoss. Im Erdgeschoss fanden sich zuletzt vor allem Büro- und Ausstellungsräume, das Obergeschoss wurde als Wohnbereich genutzt. Die ursprüngliche Raumaufteilung sah so aus:
Das Untergeschoss enthielt auf der Nordseite sowie auf der Westseite Wohnräume für das Personal, darunter ein Zimmer für den Haushofmeister; an der Südseite, von den übrigen Räumen getrennt, die Küche mit ihren Nebenräumen, mit geräumigem Vorraum: und in der Mitte des Baukörpers, sowie zum Teil noch an der Ostseite, Kühlräume und Räume für die Vorräte aller Art. Der Zugang zum Untergeschoss liegt an der Südseite.
Im Erdgeschoss befindet sich unter einer säulengetragenen Unterfahrt der Haupteingang in der Mittelachse. Rechts des Eingangs sind ein Wartezimmer, das Zimmer des Adjutanten, ein Dienerzimmer und ein Gastzimmer angeordnet; links eine Kleiderablage und ein Raum für den Pförtner. Der Hauptraum des Geschosses ist die große Halle mit der Haupttreppe, an die links, zum Garten hin, ein Rauchzimmer, rechts ein Musikzimmer, sowie ein Speisezimmer mit Anrichte sich anreihen. An der Nordseite liegen Schlafzimmer mit Bad, begleitet von einem gegen den Garten vorspringenden Salon. Ein gesonderter Gang trennt diese Räume von der übrigen Raumgruppe.
Im Obergeschoss gruppieren sich um die Halle, die hier endet, an der Gartenseite zu beiden Seiten Salons, begleitet einerseits von einem geräumigen Schreibzimmer mit daneben liegendem Jungfernzimmer, andererseits von einem großen Arbeitszimmer mit daneben liegendem Raum für den Diener. Zwei symmetrisch an den Kurzseiten angeordnete, zum ausgebauten Dachgeschoss führende Nebentreppen trennen die Wohnraumgruppe von der an der Straßenseite gelegenen Gruppe der Schlafzimmer, begleitet von Ankleidezimmern, Bad und Garderoben. Den Schlafzimmern vorgelagert ist der Altan über der Unterfahrt.
Das Dachgeschoss enthielt hinter Giebelaufbauten zur Straße hin eine Gastwohnung, im Übrigen Personalräume, zum Garten hin eine Wohnung der Hofdame mit anschließenden Garderoben und Räumen für weibliches Dienstpersonal.
Die Stockwerkshöhen „überschreiten nicht die beim herrschaftlichen Wohnhaus üblichen Maße“; sie betragen im Kellergeschoss 3,20 m, im Erdgeschoss und ersten Obergeschoss je 4 m und im Dachgeschoss 3,10 m. Die innere Ausstattung, so die Deutsche Bauzeitung 1917, entsprach „der schlichteren Lebenshaltung, welche die fürstlichen Besitzer in diesem Landhaus pflegen“.
Das aus Backsteinen gemauerte und mit roten Dachziegeln gedeckte Gebäude wurde mit silbergrauem Terrasit verputzt. Die äußere Fassade ist von ihrer gesamten Gestaltung eher schlicht gehalten und dezent ornamentiert. Vor allem frei hängende Festons stechen hervor. Der Haupteingang befindet sich frontal unter einem von vier dorischen Säulen gestützten, relativ breiten Balkon und ist nach Westen hin ausgerichtet.
Am Giebel ist vorne das (nur in Anteilen erhaltene) Großherzogliche Wappen als Stuckornament eingefasst. Auf der Rückseite befindet sich indes ein Halbbogenfenster an entsprechender Stelle. Kern des Gebäudeinnern ist eine große Eingangshalle, das Foyer, dessen Ausstattung in weißen und beige-gelben Tönen gehalten ist. Sie wird im Erdgeschoss von korinthischen Säulen gehalten. Eine Treppe mit schwarzem und reich verzierten Geländer führt hinter diesen in den ersten Stock. Links und rechts im Foyer, zwischen Eingang und Säulen, befindet sich jeweils ein großer Kamin mit einem reich verzierten Spiegel darüber.
Die Wände und die Decken der großen Halle haben vor allem weiße Stuckornamente. Viele Räume besitzen bspw. dunkle Holzvertäfelungen mit rot-gemusterter Textilbespannung oder auch helle Vertäfelungen mit im Jugendstil angefertigten Wandmalereien.
Das Innere des Gebäudes weist nicht nur in der Eingangshalle korinthische Säulen auf. In weiteren Räumen finden sich aber auch kantige, in die Raumwände eingefasste eckige Pfeiler mit ionischen Säulenelementen (mit Voluten als Kapitelle) aus Marmor.
An der südlichen Seite des Gebäudes führt ein tiefer gelegener Seiteneingang mit Zugangstreppe in das Untergeschoss. Gegenüber befindet sich ein Stallgebäude, das sogenannte Kutscher-Haus mit dem Wirtschaftshof.
Vom Foyer führt eine Tür unterhalb der Treppe auf die Gartenterrasse der östlich gelegenen Rückseite des Gebäudes. Vier dorische Säulen sind hier in die hintere Fassade des Hauses eingefasst und umrahmen einen Teil der Fenster. Zwei breit angelegte Treppen führen in den Palais-Garten, der als englischer Landschaftsgarten mit historischem Baumbestand angelegt ist.
Das eigentliche Palais nimmt mit dem umliegenden Besitz eine Gesamtfläche von mehr als 10.000 Quadratmetern ein. Auf den Residenzbau entfallen davon 4.430 Quadratmeter und auf die ebenfalls denkmalgeschützte restliche Anlage 5.939 Quadratmeter. Hinzu kommt noch die Fläche des Grundstücks mit dem ehemaligen Kutscherhaus.

### Ausstattung
Für das Treppenhaus des 1915 fertiggestellten Palais wurden zwei großformatige Allegorien der Jahreszeiten geschaffen: „Frühling“ (sitzende Frauengestalt in Gartenarchitektur mit reichlichem Blumen- und Zierrat, Hund) und „Herbst“ (Frauengestalt am Brunnen mit Früchten). Bildaufbau, Staffage und Malweise orientieren sich an französischen Rokoko-Vorbildern des 18. Jahrhunderts im Stil von Boucher und Lancret. Es handelt sich um zeittypische, auf dekorative Raumwirkung ausgerichtete Ausstattungsgemälde, deren Bedeutung primär in der Bindung an den historischen Ort liegt und die keinen überragenden Eigenwert beanspruchen. Beide Bilder scheinen unsigniert zu sein, bzw. ist eine Urheberschaft nicht belegt. Aufgrund des Entstehungskontextes und der repräsentativen Funktion, kann der Umkreis des damaligen Hofmalers Ludwig Streitenfeld als möglich erachtet werden. Im Zuge des letzten Eigentümerwechsels wurden die beiden Bilder vom Landesamt für Kultur und Denkmalpflege nach Schwerin verbracht und befinden sich seitdem im Depot. Das zuständige Ministerium erklärte die Werke zu Landeseigentum und schloss eine Hängung im Palais aus; stattdessen wurde die Anfertigung und Nutzung von Reproduktionen für das Schlosshotel in Aussicht gestellt.

## Stallgebäude
Das Stallgebäude (Kutscherhaus) hat einen rechtwinkligen Grundriss, der sich nach Südwesten öffnet. Es umschließt einen Stall- und Wirtschaftshof und schließt diesen zugleich gegen das Hauptgebäude ab. Eine Durchfahrt in der Mitte des Nordflügels gewährt Zugang zum Hof. Dieser Nordflügel enthielt ursprünglich zu beiden Seiten der Durchfahrt Remisen, einen großen Raum für Kraftwagen mit anschließenden Räumen für den Chauffeur, darunter eine Werkstatt. Im Ostflügel lagen eine Sattelkammer, der Pferdestall mit 5 Ständen und 4 Boxen, Personalstuben, Krankenstube, Geschirrkammern und Putzräume. Das Dachgeschoss enthielt Wohnungen der Stallbediensteten und Aufbewahrungsräume für Futter. Im Keller befand sich eine Heizungsanlage, die bereits 1915 das Palais mit Fernwärme versorgte.
Die Architektur und die Wahl des Materials stehen in Übereinstimmung mit dem Hauptgebäude und bilden mit diesem eine Einheit. Diese Einheit ging zwischenzeitlich verloren; das Gebäude erhielt eine eigene Zuwegung und wurde zu einem reinen Wohnhaus umgebaut. 2021 wurden Stallgebäude und Wirtschaftshof zusammen mit dem Palais verkauft.
Derzeit (2025) entstehen hier 26 weitere Zimmer des Schlosshotels.

## Geografische Lage
Das ehem. Großherzogliche Parkhaus liegt nicht ganz einen Kilometer vom Neustrelitzer Stadtzentrum entfernt an der Adresse „Parkstraße 9“. Der Hauptbahnhof Neustrelitz befindet sich etwa 1,4 km in nordöstlicher Richtung.
Das Palais ist in allen Richtungen von mehreren lokalen Sehenswürdigkeiten umgeben. So findet man nördlich den historischen Schlossgarten mit Schlossplatz und Marstall sowie dem nahegelegenen Landestheater Neustrelitz in etwas mehr als 400 Metern Entfernung. Der Tiergarten ist etwa einen Kilometer in nordöstlicher Richtung zu erreichen.
Im Nordwesten gelangt man nach einem halben Kilometer zum Slawendorf Neustrelitz, einem Freilichtmuseum, das direkt am Zierker See liegt.
Südlich vom Parkhaus befindet sich das Parkstadion und der Tennisclub Neustrelitz hat seinen Sitz in unmittelbarer Nachbarschaft zum Parkpalais.

## Geschichte

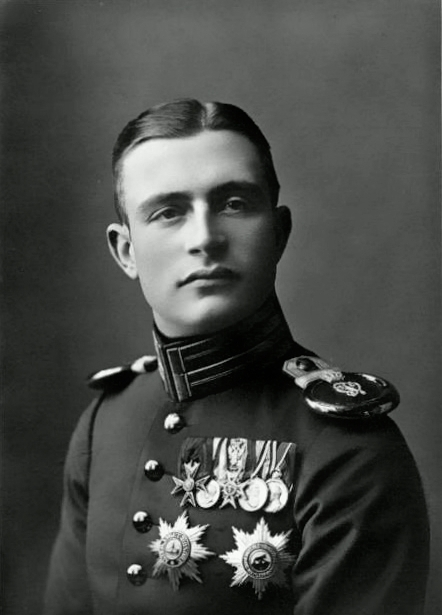
Großherzog Adolf Friedrich VI. von Mecklenburg-Strelitz (1914)

Das ehem. Großherzogliche Parkhaus wurde als neue Residenz für die Herrscherfamilie von Mecklenburg-Strelitz zwischen 1913 und 1915 erbaut. Für den Bau zeichnete Paul Schondorf, Ministerialrat in Neustrelitz und Architekt, verantwortlich. In Auftrag gegeben hatte es Erbgroßherzog Adolf Friedrich VI.
Das Gebäude war mit damals innovativen Elementen, wie einer Fernheizung, einer zentralen Staubsaugeranlage, einer Feuerlöscheinrichtung sowie einem Speisen-Aufzug ausgestattet.
Letztlich verbrachte Adolf Friedrich VI. nur vier Jahre seines Lebens in diesem von ihm gewünschten Wohnschloss, er starb 1918 durch Suizid.
Als Erbin erhielt Adolf Friedrichs Mutter Elisabeth das Gebäude als Alterswohnsitz. Die Großherzogin bewohnte das Anwesen mitsamt ihrem eigenen Hofstaat von 1918 bis zu ihrem Tode am 20. Juli 1933. Danach ging der Besitz testamentarisch an ihre beiden Töchter über. Marie von Mecklenburg-Strelitz und Jutta zu Mecklenburg-Strelitz, bereits in die Adelshäuser Lippes und Montenegros verheiratet, suchten 1934 einen Käufer für das Palais. Die Stadt Neustrelitz zeigte sich interessiert am Erwerb des Gebäudes, wollte aber die geforderte Summe nicht aufbringen. Für die Erben handelte Maries Mann Julius Ernst zur Lippe-Biesterfeld schließlich den Kauf des Hauses durch den Landkreis  Stargard aus. Der Kreis erwarb das Parkhaus, dessen Sachwert für das Grundstück einschließlich der Baulichkeiten auf 518.000 RM geschätzt wurde, für nur 150.000 RM von den großherzoglichen Erben und baute es für 50.000 RM um.
Unter dem Heimatforscher Walter Karbe zog 1933 die Mecklenburg-Strelitzsche Landesbücherei vom  Residenzschloss in das Parkhaus um. Dabei überstanden die Bestände der Sammlung unbeschadet den Zweiten Weltkrieg. 1950 wurden die Bestände allerdings aufgelöst und wurden dann Teil der Landesbibliothek Schwerin und der Universitätsbibliothek Rostock.
Ab 1935 wurde das Parkhaus – ebenso wie Schloss und Marstall – von der „Führerschule des Berliner-Institutes für Leibungsübungen“ genutzt. Zunächst war es als Wohnbau vor allem für die Lehrkräfte angedacht, wurde dann aber zunehmend für Unterrichtszwecke verwendet. Am 18. Januar 1940 verkaufte der Kreis das Haus an das Reichsministerium für Wissenschaft, Erziehung und Volksbildung. Die gemeinsame Unterbringung von Sportlehrerinnen und Landesbibliothek im Parkhaus blieb nicht ohne Spannungen. Tatsächlich hatte Walter Karbe 1942 in Schwerin sogar Klage eingereicht, da die Mitarbeiter der Mecklenburg-Strelitzschen Landesbücherei sich von der dauernden Klaviermusik, die den Tanz- und Gymnastikunterricht der jungen Frauen begleitete, bei der Arbeit gestört fühlten.
Unmittelbar nach Ende des Zweiten Weltkrieges war Franz Maria Feldhaus von 1945 bis 1946 Leiter des Mecklenbug-Strelitzschen Landesmuseums und der Mecklenbug-Strelitzschen Landesbücherei. Bereits im Juli 1945 hatte er als neuer Leiter dieser Einrichtungen den Plan gefasst, im ehem. Großherzoglichen Parkhaus ein Kunstmuseum einzurichten. Die Exponate sollten dabei wohl nicht nur aus dem Bestand des Parkhauses und der Mecklenburgisch-Strelitzschen Landesbücherei zusammengestellt werden, sondern auch den privaten Händen der Neustrelitzer Einwohner angenommen werden. Dieses Vorhaben wurde letztlich aber nicht umgesetzt.
Im Herbst des Jahres 1945 bezog für kurze Zeit die Rote Armee Quartier im Parkhaus. Dort unterhielt man eine Feldpost, ein Vorratslager sowie eine Bade- und Entlausungsanstalt.
In der DDR wurde das Parkhaus ab 1949 zu einem wichtigen Kulturgebäude der Region. Als Zweigstelle des Konservatoriums in Schwerin beherbergte es zunächst die Neustrelitz Musikhochschule. Danach war es Wohn- und Probenhaus des Staatlichen Dorfensembles (1972 umbenannt in Staatliches Folklore Ensemble der DDR).
Nach der Wende nutzte die daraus hervorgegangene Deutsche Tanzkompanie das Gebäude u. a. als Schneiderei und Lager sowie als Wohnräume für einzelne Künstler und Künstlerinnen. Seine Stellung im Neustrelitzer Kulturleben sollte das Gebäude bis zur Jahrtausendwende behalten.
Nach dem Jahr 2000 stand das Parkhaus leer und verfiel zusehends. Man hatte bereits ab 1995 nach einem neuen Besitzer für das Anwesen gesucht. Bei einer Ausschreibung von 2002, aufgegeben von der Liegenschaftsverwaltungs- und Verwertungsgesellschaft des Landes Mecklenburg-Vorpommern, war das einst prestigeträchtige und vom Landesfürsten bewohnte Gebäude lediglich noch als „Stadtvilla“ beschrieben worden. 2003 erwarb ein Berliner Unternehmer das Gebäude vom Land, schaffte es allerdings nicht, die beworbene Wirtschaftsschule dort einzurichten und die Sanierungsauflagen zu erfüllen. Nach einem jahrelangen Rechtsstreit hatte das Land Mecklenburg-Vorpommern das Palais 2019 zurückerhalten und weitere Instandhaltungsmaßnahmen vorgenommen.
Im Mai des Jahres 2021 wurde ein Eigentümerwechsel für das ehem. Großherzogliche Parkhaus bekannt gegeben. Bei dem Käufer handelte es sich um den Bielefelder Unternehmer Andreas Krumme. Am 18. August 2021 erfolgte die offizielle Schlüsselübergabe. Im Parkhaus sollen ein Rehazentrum, Gastronomie sowie einige Apartments untergebracht werden. Der ebenfalls veräußerte Park soll, wie von der Stadt gewünscht, weiterhin zumindest teilweise öffentlich zugänglich bleiben. Zudem sollen künftige Mieter sorgfältig ausgewählt werden, um die historisch wertvolle Bausubstanz zu schützen und möglichst in ihrer Ursprünglichkeit zu erhalten.

## Erhaltung und Restaurierung

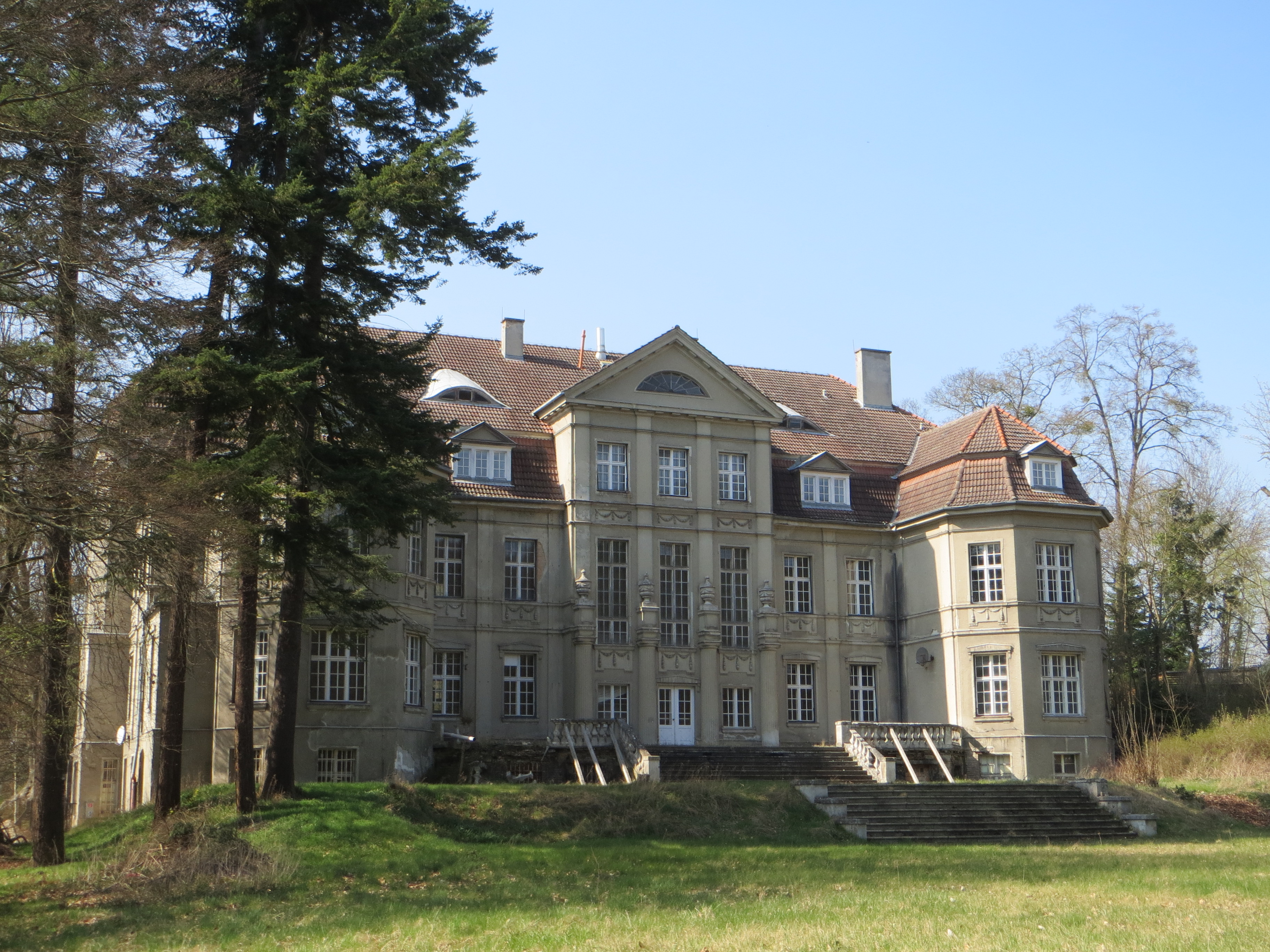
Blick auf die östlich gelegene Rückseite des Palais (vom Schlossgarten aus aufgenommen, 2014)

Seit den 1990ern verfiel die Bausubstanz des denkmalgeschützten Gebäudes zusehends. Die Räumlichkeiten, ursprünglich allein für eine private und mondäne Nutzung vorgesehen, waren teils unsachgemäß genutzt und gleichzeitig mangelhafter gepflegt worden.
Die Restaurierungsarbeiten am Großherzoglichen Palais begannen nach der Schlüsselübergabe im August 2021 und sollen innerhalb von zwei bis drei Jahren abgeschlossen werden. Neben der Sicherung und Renovierung des Baus in einem möglichst historischen Ursprungszustand soll der dazugehörige Park in seiner Form von 1915 rekonstruiert werden.
Im Kutscher-Haus soll der alte Heizkeller reaktiviert werden und dem Hauptgebäude künftig, wie bereits im Jahr 1915 vorgesehen, Fernwärme liefern. 2019 war die Anfang der 1990er im Dachgeschoss installierte Gasetagenheizung vom Land neu instand gesetzt worden.
Mit der Sanierung des Großherzoglichen Palais wird das einzige noch erhaltene Residenzgebäude der einstigen Herrscherfamilie vor Ort gesichert. Bis 1945 waren viele Gebäude des früheren großherzoglichen Geschlechts, dabei bspw. das Schloss oder das Staatsministerium, zum einen durch die Kriegshandlungen, aber auch durch Brandstiftungen zerstört worden. Neben dem jüngeren Palais war nur der Marstall am Park hiervon verschont geblieben.

## Nachweise und Anmerkungen
1. ↑  Bezeichnung lt. Zeichnung des Architekten des Gebäudes In: Torsten Foelsch: Das Residenzschloß zu Neustrelitz. Ein verschwundenes Schloß in Mecklenburg.  Foelsch & Fanselow Verlag, Groß Gottschow 2016. ISBN 978-3-9816377-1-7, S. 323.
2. ↑  Torsten Foelsch: Das Residenzschloß zu Neustrelitz. Ein verschwundenes Schloß in Mecklenburg. S. 320 f.
3. ↑  Gerlinde Kinitz: Schloßpark Neustrelitz mit Fotos von Horst-Günter Jung. Hrsg.: Museum der Stadt Neustrelitz, Satz und Druck: CITY-Druck Hoffmann – Waren (Müritz), S. 34.
4. ↑  Finanzministerium Mecklenburg-Vorpommern (2020): Exposé Ehemaliges Großherzogliches Palais in Neustrelitz. (Abgerufen am 23. Oktober 2021), S. 2, 7.
5. 1 2 3 4 5 6  Nordkurier (14. Dezember 1996): Strelitzer Landesherr bewohnt sein neues Haus nur vier Jahre.
6. 1 2 3 4 5 6 7  Nordkurier (17. Juni 1995): Vom Witwenpalais zur Entlausungsanstalt.
7. 1 2 3 4 5 6 7 8 9 10  Offizieller YouTube-Kanal „Grossherzogliches-Palais Neustrelitz“ (31. August 2021): Nutzungskonzept. Folge 03. (Abgerufen am 29. Oktober 2021.)
8. ↑  Offizielle Website, abgerufen am 1. Juli 2025
9. 1 2 3 4 5   Großherzogliches Parkhaus in Neustrelitz in Mecklenburg: Architekt: Min.-Baurat Paul Schondorf. In: Deutsche Bauzeitung ZDB-ID 211963-8 51 (1917), S. 441–444
10. ↑  Finanzministerium Mecklenburg-Vorpommern (2020): Exposé Ehemaliges Großherzogliches Palais in Neustrelitz. (Abgerufen am 23. Oktober 2021), S. 7.
11. ↑  „ein dem Naturstein ähnlicher wetterfester Edelputz“, Deutsche Bauzeitung 56 (1922), S. 424
12. 1 2  Finanzministerium Mecklenburg-Vorpommern (2020): Exposé Ehemaliges Großherzogliches Palais in Neustrelitz. (Abgerufen am 23. Oktober 2021), S. 2.
13. ↑  Nicht zu begreifen: Schwerin verweigert Rückführung von aus dem Großherzoglichen Palais in Neustrelitz stammenden Gemälden. Strelitzius Blog, André Gross, abgerufen am 20. August 2025.
14. ↑  Repliken zweier Gemälde sollen zum Schlosshotel zurückkehren. Nordkurier Mediengruppe GmbH & Co. KG, 19. August 2025, abgerufen am 20. August 2025.
15. 1 2 3 4 5 6  Offizieller YouTube-Kanal „Grossherzogliches-Palais Neustrelitz“ (28. August 2021): Bestandsaufnahme. Folge 02. (Abgerufen am 29. Oktober 2021.)
16. ↑  Die nachfolgenden Informationen zu den Entfernungen verstehen sich als Angaben in Luftlinien.
17. ↑  Finanzministerium Mecklenburg-Vorpommern (2020): Exposé Ehemaliges Großherzogliches Palais in Neustrelitz. (Abgerufen am 23. Oktober 2021), S. 2, 7.
18. 1 2 3  Blitz (10. August 2003): Parkschloss nun in Privatbesitz. Historische Liegenschaft soll wieder in altem Glanz erstrahlen.
19. 1 2 3 4 5  Süddeutsche Zeitung (18. Mai 2021): Land MV verkauft Adels-Palais "Parkvilla" in Neustrelitz. (Abgerufen am 17. Oktober 2021.)
20. 1 2 3  Anzeigenkurier (17. Juli 2002): Fürstenschloss zu verkaufen. Schwerin veräußert Landhaus des letzten Mecklenburg-Strelitzer Großherzogs.
21. ↑  Katrin Bosch: Die Bedeutung und Funktion der Führerschule Neustrelitz im System der nationalsozialistischen Leibeserziehung. Diss. Essen 2008 (Volltext), S. 230.
22. 1 2 3 4 5   Nordkurier (21. Dezember 1996): Parkhaus verlor vor 56 Jahren 120 000 Bücher.
23. ↑  Katrin Bosch: Die Bedeutung und Funktion der Führerschule Neustrelitz im System der nationalsozialistischen Leibeserziehung. Diss. Essen 2008 (Volltext), S. 369
24. ↑  Damals eine Nebenstelle des Staatlichen Museums Schwerin; nach fast vollständigem Verlust der Sammlung durch Brand bei Kriegsende später aufgelöst.
25. ↑  Staatliche Bau- und Liegenschaftsverwaltung in Mecklenburg-Vorpommern (4. April 2019): Parkvilla in Neustrelitz kehrt zurück in den Landesbesitz. (Abgerufen am 19. Oktober 2021.)
26. ↑  Offizieller YouTube-Kanal „Grossherzogliches-Palais Neustrelitz“ (23. August 2021): Großherzogliches Palais. Folge 01. (Abgerufen am 29. Oktober 2021.)
27. 1 2  Finanzministerium Mecklenburg-Vorpommern (2020): Exposé Ehemaliges Großherzogliches Palais in Neustrelitz. (Abgerufen am 23. Oktober 2021), S. 9.
28. ↑  Offizieller YouTube-Kanal „Grossherzogliches-Palais Neustrelitz“ (3. September 2021): Substanz. Folge 04. (Abgerufen am 30. Oktober 2021.)
29. ↑  Finanzministerium Mecklenburg-Vorpommern (2020): Exposé Ehemaliges Großherzogliches Palais in Neustrelitz. (Abgerufen am 23. Oktober 2021), S. 8–9.

Koordinaten: 53° 21′ 22,6″ N, 13° 3′ 14,7″ O